# 40 let (album, PO Videm)
40 let ali kar Pihalni orkester Videm Krško je album Pihalnega orkestra Videm Krško, ki je izšel v samozaložbi na glasbeni CD plošči leta 1997.
Albumu je priložena trojezična knjižica s predstavitvami orkestra, dirigenta in Krškega.

## Seznam posnetkov
| CD              | CD                                        | CD              | CD      |
| Št.             | Naslov                                    | Glasba          | Dolžina |
| --------------- | ----------------------------------------- | --------------- | ------- |
| 1.              | „Irish Tune from County Derry‟            | P. A. Grainger  | 4:09    |
| 2.              | „FOURTH SYMPHONY FOR BAND: 1. Elegy‟      | A. Reed         | 7:21    |
| 3.              | „FOURTH SYMPHONY FOR BAND: 2. Intermezzo‟ |                 | 6:43    |
| 4.              | „FOURTH SYMPHONY FOR BAND: 3. Tarantella‟ |                 | 4:24    |
| 5.              | „Ensueños‟                                | F. T. Fayos     | 15:58   |
| 6.              | „Ksenija‟                                 | V. Parma        | 3:19    |
| 7.              | „SINFONIA BREVIS: 1. stavek‟              | Z. Lukaš        | 8:03    |
| 8.              | „SINFONIA BREVIS: 2. stavek‟              |                 | 9:42    |
| Skupna dolžina: | Skupna dolžina:                           | Skupna dolžina: | 59:39   |

## Sodelujoči

### Pihalni orkester Krško / Pihalni orkester Videm Krško / Videm Harmony Wind Orchestra / Blasorchester Videm
- Drago Gradišek – dirigent

### Produkcija
- Drago Gradišek – producent
- Megaton Trzin – digitalna montaža
- Olaf Lavrenčič – prevod besedila
- Ana Rostohar – prevod besedila
- Ana Fabjančič – prevod besedila
- Ana Gomilšek – prevod besedila
- Bojan Rabzelj – oblikovanje
- Aleksander Vegelj – oblikovanje
- Rabzelj grafika – tisk